# تجمع بدو عكارة (غيل بن يمين)

تعديل مصدري - تعديل

تجمع بدو عكارة هي إحدى قرى عزلة غيل بن يمين بمديرية غيل بن يمين التابعة لمحافظة حضرموت، بلغ تعداد سكانها 22 نسمة حسب تعداد اليمن لعام 2004.